# Sam Nunn
Samuel Augustus Nunn Jr. (* 8. září 1938 Macon, Georgie) je americký politik, člen Demokratické strany a dlouholetý senátor (1972–1997) za stát Georgie.
Vyrůstal ve městě Perry v Georgii. Univerzitní studia započal na Georgia Tech v roce 1956, ale v roce 1959 přestoupil na Emory University kde získal bakalářský diplom v roce 1960. Právnická studia absolvoval na právnické fakultě Emory University v roce 1962. Po vojenské službě u pobřežní stráže se vrátil do Perry, kde provozoval právnickou praxi a řídil rodinnou farmu. Do politiky vstoupil v roce 1968 jako člen státního kongresu v Georgii, už v roce 1972 však byl zvolen do Senátu Spojených států.
V Senátu zastával vlivné role předsedy výboru pro dohled nad ozbrojenými silami a podvýboru pro vyšetřování. Byl také členem výborů pro výzvědné aktivity a pro podporu podnikání. K jeho legislativním úspěchům patří reorganizace ministerstva obrany spolu se senátorem Barry Goldwaterem a program pro asistenci Rusku a bývalým sovětským republikám výměnou za zabezpečení a zničení přebytečných nukleárních, biologických a chemických zbraní, který vedl k deaktivaci více než 7 600 nukleárních hlavic.
Sam Nunn byl považován za umírněného až konzervativního demokrata, který v řadě sociálních a ekonomických otázek hlasoval s opozicí, například hlasoval proti rozpočtu 1993, který měl zvýšit daňovou zátěž kvůli redukci rozpočtového deficitu. Nepodpořil ani pokus o reformu zdravotnictví, připravený Hillary Clintonovou.
Po odchodu z Kongresu spoluzaložil a řídil charitativní organizaci Nuclear Threat Initiative (NTI), snažící se o odvrácení hrozeb katastrofických útoků nukleárními, biologickými, nebo chemickými zbraněmi. Pro své politické zkušenosti v oblasti národní obrany byl zvažován jako potenciální viceprezident dvěma prezidentskými kandidáty – Johnem Kerrym v roce 2004 a Barackem Obamou v roce 2008.